# Desfile do Dia da Vitória em Moscou em 2005

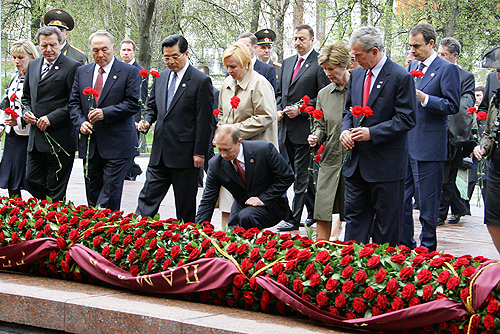
Putin e os demais presentes depositam flores no Túmulo do Soldado Desconhecido

O Desfile do Dia da Vitória em Moscou em 2005 foi um desfile militar que ocorreu na Praça Vermelha em Moscou em 9 de maio de 2005 para celebrar o 60º aniversário da vitória soviética sobre a Alemanha Nazista na Grande Guerra Patriótica em 1945.  O desfile foi comandado pelo Comandante do Distrito Militar de Moscou, General do Exército Ivan Efremov e inspecionado pelo Ministro da Defesa Sergei Ivanov. As músicas foram tocadas pelas Bandas em Massa do Distrito Militar de Moscou, dirigidas pelo Coronel Valery Khalilov, em seu terceiro desfile nacional, o primeiro a incluir quatro bandas marciais internacionais. Após a inspeção das tropas, o Presidente da Federação Russa, Vladimir Putin, fez seu 6º discurso de feriado à nação. Mais de 150 dignitários estrangeiros (incluindo 50 chefes de estado) estiveram presentes. Neste desfile, o Mausoléu de Lenin começou a ser coberto por estruturas de compensado com decorações alusivas ao 9 de maio. Foi o maior desfile da história da Rússia e um dos maiores da história do mundo.

## Desfile
Esta foi a última vez que veteranos participaram diretamente como participantes. Desta vez, reencenando a infantaria motorizada da coluna móvel do desfile original de 1945, muitos veteranos das frentes viajaram nos mesmos caminhões que transportavam a infantaria para as linhas de frente da guerra, organizados de acordo com as frentes em que participaram no final da guerra. Veteranos de nações como a Coreia do Norte  e o Turquemenistão  participaram do desfile ao lado de seus colegas russos.

### Tropas participantes do desfile
Seguindo o carro que transportou o General do Exército Efremov, o desfile passou Praça Vermelha na seguinte ordem:
- Corpo de Tambores do Colégio Militar de Música de Moscou
- Guarda de Cor da Bandeira da Vitória , a Bandeira da Rússia e a Cor das Forças Armadas do 1º Batalhão de Guardas de Honra do 154º Regimento de Comandantes Independentes
- Unidade Histórica
  - Infantaria do Exército Vermelho
  - Forças de tanques
  - Artilharia
  - Formações de engenharia
  - Formações de reconhecimento e comando
  - Unidades K-9 da NKVD
  - Força Aérea Soviética
  - Marinha Soviética
  - 1º Esquadrão de Cavalaria, Batalhão de Escolta de Cavalaria Presidencial, Regimento do Kremlin

- Veteranos do Exército Vermelho em caminhões militares, dispostos nas frentes na ordem do Desfile da Vitória de 1945
  - Frente da Carélia
  - Frente de Leningrado
  - 1ª Frente Báltica
  - 3ª Frente Bielorrussa
  - 2ª Frente Bielorrussa
  - 1ª Frente Bielorrussa
  - 1ª Frente Ucraniana
  - 2ª Frente Ucraniana
  - 3ª Frente Ucraniana
  - 4ª Frente Ucraniana
- Academia de Armas Combinadas das Forças Armadas da Federação Russa
- Academia Militar das Forças de Mísseis Estratégicos de Pedro, o Grande
- Universidade Militar do Ministério da Defesa da Federação Russa
- Academia de Engenharia Militar
- Academia Militar de Proteção Química NBC
- Academia da Força Aérea Gagarin
- Academia Zhukovsky de Engenharia da Força Aérea
- Instituto Naval Báltico
- Academia de Defesa Civil do Ministério de Situações de Emergência
- Instituto Militar de Moscou do Serviço Federal de Fronteiras da Federação Russa  "Conselho Municipal de Moscou"
- Escola Superior de Comando Aerotransportado de Riazã
- 331º Regimento de Paraquedistas de Guardas , 98ª Divisão Aerotransportada de Guardas
- Tropas Internas do Ministério de Assuntos Internos da Rússia
- 336ª Brigada de Infantaria Naval de Guardas da Frota do Báltico
- Escola Militar Suvorov
- Escola Naval Nakhimov
- Escola de Treinamento de Alto Comando Militar de Moscou

### Música
Inspeção e endereço
- Marcha do Regimento Preobrazhensky (Марш Преображенского Полка)
- Marcha Lenta dos Tanquistas (Встречный Марш Танкистов) por Semyon Tchernetsky
- Marcha lenta para carregar a bandeira da guerra (Встречный Марш для выноса Боевого Знамени) por Dmitriy Valentinovich Kadeyev
- Marcha Lenta dos Guardas da Marinha (Гвардейский Встречный Марш Военно-Морского Флота) por Nikolai Pavlocich Ivanov-Radkevich
- Marcha Lenta das Escolas de Oficiais (Встречный Марш офицерских училищ) por Semyon Tchernetsky
- Marcha Lenta (Встречный Марш) por Dmitry Pertsev
- Marcha Lenta do Exército Vermelho (Встречный Марш Красной Армии) por Semyon Tchernetsky
- Marcha do Regimento Preobrazhensky (Марш Преображенского Полка)
- Glória (Славься) por Mikhail Glinka
- Fanfarra de Desfile Todos Ouçam! (Парадная Фанфара «Слушайте все!») por Andrei Golovin
- Hino Nacional da Federação Russa (Государственный Гимн Российской Федерации) por Alexander Alexandrov
- Retiro de Sinal (Сигнал «Отбой»)

Coluna veterana e móvel
- Marcha General Miloradovich (Марш Генерал Милорадович) por Valery Khalilov
- A Despedida da Eslava (Прощание Славянки) por Vasiliy Agapkin
- Defensores de Moscou (Защитников Москвы) por Boris Alexandrovich Mokroysov
- Marcha de Artilharia (Марш Артиллеристов) por Tikhon Khrennikov
- Katyusha (Катюша) por Matvey Blanter
- Balada de um Soldado (Баллада о Солдате) por Vasily Pavlovich Solovyov-Sedoy
- Guerra Sagrada (Священная Война) por Alexandr Alexandrov
- Marcha O caminho para a linha de frente/A Canção do piloto da linha de frente (Марш «Дорожка фронтовая»/Песенка фронтового шофёра) por Boris Andreyevich Mokrousov
- Marcha Vitória (Марш Победа) por Albert Mikhailovich Arutyunov
- Marcha Lefortovsky (Лефортовский Марш) por Valery Khalilov
- Em Guarda pela Paz (На страже Мира) por Boris Alexandrovich Diev
- Marcha de Combate (Строевой Марш) por Dmitry Illarionovich Pertsev
- Marcha Aérea (Авиамарш) por Yuliy Abramovich Khait
- Marcha dos Cosmonautas/Amigos, eu acredito (Марш Космонавтов /Я верю, друзья) por Oskar Borisovich Feltsman
- Marcha Adeus, montanhas rochosas (Марш/Песня «Прощайте, скалистые горы») por Evgeny Emmanuilovich Zharkovsky
- A Tripulação é uma família (Экипаж - одна семья) por Viktor Vasilyevich Pleshak
- Nós Somos o Exército do Povo (Мы Армия Народа) por Georgy Viktorovich Mavsesya
- Precisamos de uma vitória (Нам Нужна Одна Победа) por Bulat Shalvovich Okudzhava
- Glória aos Heróis (Слава героям) por Dmitry Illarionovich Pertsev
- V Put (В Путь) por Vasily Pavlovich Solovyov-Sedoy
- Em Defesa da Pátria (В защиту Родины) por Viktor Sergeyevich Runov

Conclusão
- Dia da Vitória (День Победы) por David Fyodorovich Tukhmanov
- Invencível e Lendário (Песня о Российской Армии) por Alexandr Alexandrov

## Dignatários presentes
O desfile do Dia da Vitória atraiu muitos estadistas internacionais para a capital russa nos dias que antecederam 9 de maio. De acordo com o governo russo, os principais líderes de 56 países foram convidados a se juntar a Putin no desfile de 2005.  No total, cerca de 150 países foram representados no desfile. Foi o maior encontro de líderes mundiais na história da Rússia. O desfile foi o primeiro a ser assistido por líderes mundiais desde o desfile de 1995 (que atraiu 57 países).
- Presidente da Rússia - Vladimir Putin e sua esposa Liudimila
- Secretário-geral das Nações Unidas - Kofi Annan [5]
- Presidente da Comissão Europeia - José Manuel Barroso [6]
- Presidente da China - Hu Jintao [1][6]
- Presidente dos Estados Unidos - George W. Bush e sua esposa Laura [7]
- Presidente da Croácia - Stjepan Mesić [6][8]
- Presidente da República Checa - Václav Klaus [9]
- Vice-primeiro Ministro do Reino Unido - John Prescott [6][10]
- Presidente da Mongólia - Natsagiin Bagabandi [11]
- Primeiro-ministro da Dinamarca - Anders Fogh Rasmussen [6][12]
- Primeiro-ministro da Índia - Manmohan Singh [5]
- Presidente da Polónia - Aleksander Kwaśniewski [6][13]
- Primeiro-ministro da Espanha - José Luis Rodríguez Zapatero [6]
- Primeiro-ministro de Luxemburgo - Jean-Claude Juncker [14]
- Primeiro-ministro da Itália - Silvio Berlusconi [5][6][15]
- Primeiro-ministro da Irlanda - Bertie Ahern [16]
- Presidente de Israel - Moshe Katsav e sua esposa Gila Katsav [6][17][18]
- Governador-geral do Canadá - Adrienne Clarkson e seu marido John Ralston Saul [6][19]
- Presidente da Armênia - Robert Kocharian e sua esposa Bella [20][21]
- Presidente da Hungria - Ferenc Mádl [6][22][23]
- Presidente da Coreia do Sul - Roh Moo-hyun [6]
- Primeiro-ministro do Japão - Junichiro Koizumi [1][6][24]
- Primeiro-ministro dos Países Baixos - Jan Peter Balkenende [6]
- Presidente do Chipre - Tássos Papadópoulos [6]
- Presidente da Moldávia - Vladimir Voronin [25]
- Presidente da Roménia - Traian Băsescu [26]
- Chanceler da Alemanha - Gerhard Schroeder [27]
- Presidente da Albânia - Alfred Moisiu [6]
- Presidente da Áustria - Heinz Fischer [6]
- Presidente da Ucrânia - Viktor Yushchenko [6][28]
- Primeiro-ministro da Turquia - Recep Tayyip Erdogan [6]
- Presidente da Grécia - Karolos Papoulias [6]
- Presidente da França - Jacques Chirac [27][6]
- Presidente da Finlândia - Tarja Halonen [6]
- Presidente do Quirguistão - Kurmanbek Bakiyev e sua esposa Tatyana Bakiyeva [6]
- Presidente do Azerbaijão - Ilham Aliyev e sua esposa Mehriban Aliyeva [6][29]
- Presidente da Sérvia e Montenegro - Svetozar Marović [6][30]
- Presidente da Eslováquia - Ivan Gašparovič [31]
- Presidente da Eslovênia - Janez Drnovšek [32]
- Presidente do Turquemenistão - Saparmyrat Nyýazow [6][33]
- Presidente do Tajiquistão - Emomali Rahmon [6]
- Presidente do Cazaquistão - Nursultan Nazarbaev [34]
- Presidente da Letônia - Vaira Vīķe-Freiberga [35][36][37]
- Presidente do Uzbequistão - Islam Karimov [6]
- Presidente da Bulgária - Georgi Parvanov [6]
- Presidente da Bósnia e Herzegovina - Borislav Paravac [6]
- Ex-presidente da Rússia - Boris Iéltsin [38]
- Ex-presidente da Polônia - Wojciech Jaruzelski [6]
- Ex-rei da Romênia - Miguel I [6]
- Ex-presidente da União Soviética Mikhail Gorbatchov
- Ex-presidente do Chipre - Glafkos Klerides [6]

O chanceler Gerhard Schroeder trouxe consigo um grupo de veteranos da Wehrmacht, a quem Vladimir Putin abordou pessoalmente após um desfile militar na Praça Vermelha. O primeiro-ministro Silvio Berlusconi também chegou com veteranos italianos.  

### Participantes cancelados
O presidente da Geórgia, Mikheil Saakashvili , assim como dois presidentes de nações bálticas, não compareceram apesar de terem sido convidados. Saakashvili justificou sua recusa em comparecer dizendo que "não havia muito o que comemorar em Moscou", em vez disso, sediou uma cerimônia no Túmulo do Soldado Desconhecido em Tiblíssi e recebeu o presidente Bush na capital georgiana no dia seguinte.   O presidente lituano Valdas Adamkus e o presidente estoniano Arnold Rüütel anunciaram conjuntamente sua não participação no desfile em 7 de março.  Todos eles foram representados por políticos de nível inferior. Além disso, vários embaixadores e veteranos de guerra foram apresentados como participantes privados. O primeiro-ministro britânico Tony Blair não pôde comparecer devido a um compromisso de emergência após as eleições gerais do Reino Unido de 2005.  O presidente bielorrusso Alexander Lukashenko também foi convidado, no entanto, em vez disso, escolheu presidir o Desfile do Dia da Vitória na Avenida dos Vencedores de Minsk. 

## Galeria

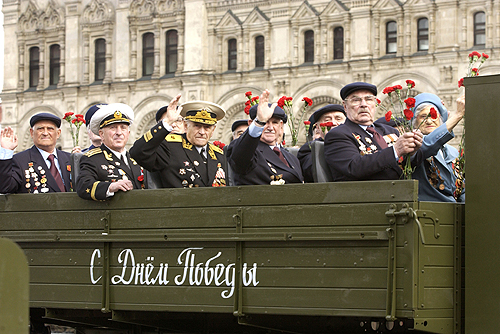
Veteranos desfilando
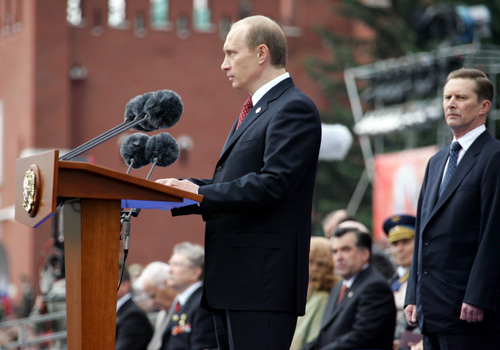
Putin dircursando
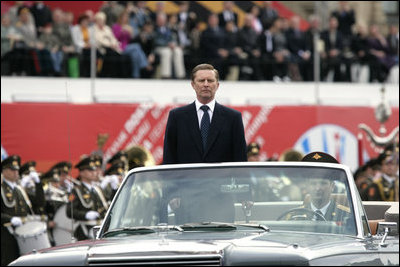
Ministro da Defesa Sergei Ivanov
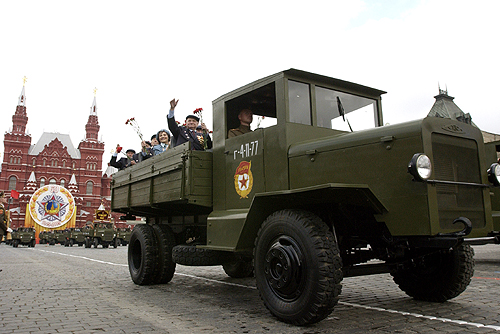
Veteranos de guerra.
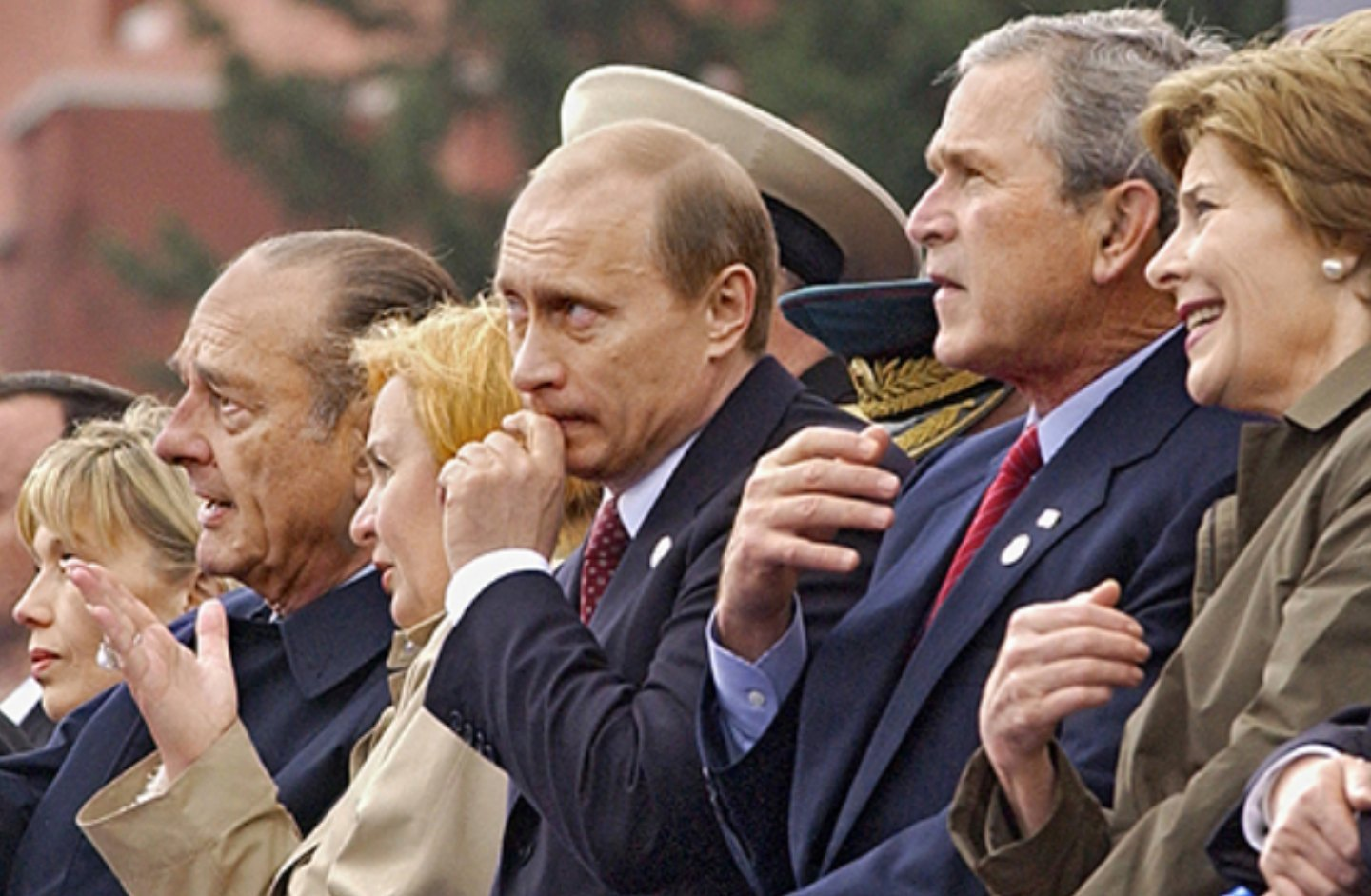
Chefes de estado (da esquerda para a direita) : Jacques Chirac, Vladimir Putin e George W. Bush.
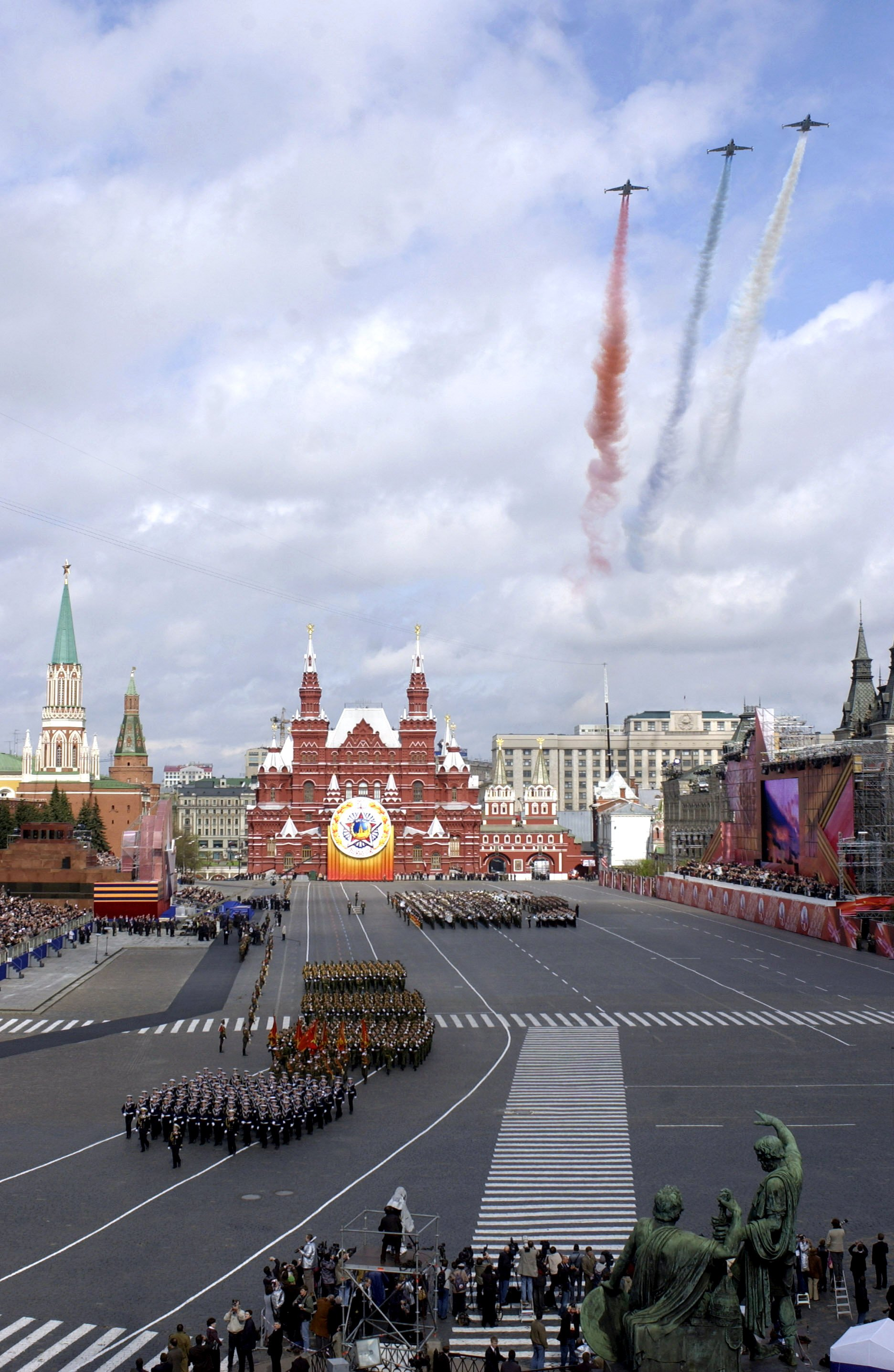
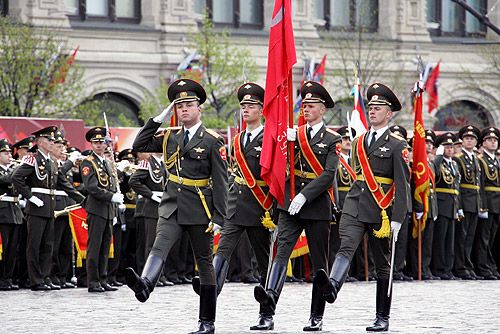
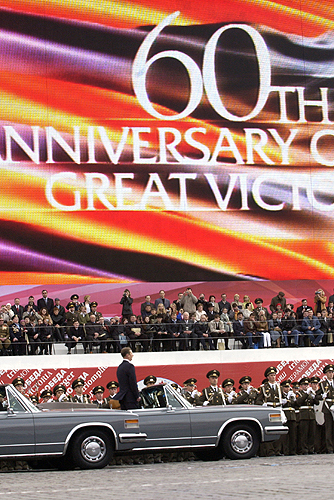
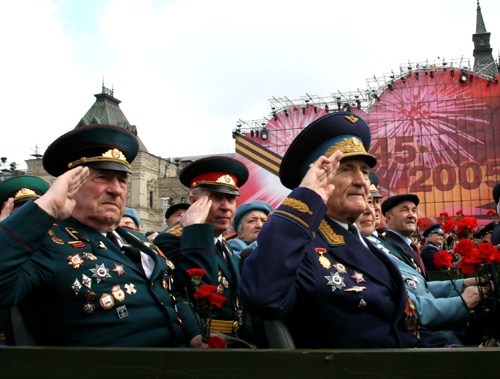
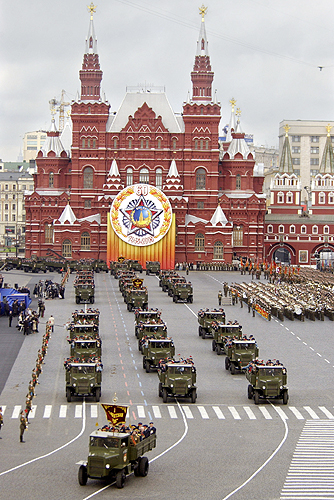